# Mike Stapleton
Michael P. „Mike“ Stapleton (* 5. Mai 1966 in Sarnia, Ontario) ist ein ehemaliger kanadischer Eishockeyspieler, -trainer und -scout sowie derzeitiger -funktionär. Der Mittelstürmer absolvierte über 700 Spiele in der National Hockey League, den Großteil davon für die Chicago Blackhawks, Pittsburgh Penguins und das Franchise der Winnipeg Jets bzw. Phoenix Coyotes.

## Karriere
Mike Stapleton spielte in seiner Jugend bis 1983 für die Strathroy Blades in der Western Ontario Hockey League, bevor er mit Beginn der Saison 1983/84 zu den Cornwall Royals in die höherklassige Ontario Hockey League (OHL) wechselte. Am Ende seiner Rookie-Saison wurde er im NHL Entry Draft 1984 an 132. Position von den Chicago Black Hawks ausgewählt. Im Anschluss verbrachte der Center noch zwei weitere Jahre in Cornwall, wobei er in der Spielzeit 1985/86 mit 104 Scorerpunkten in 56 Spielen seine beste persönliche Statistik erreichte und sich unter den besten zehn Scorern der Liga platzierte. Zudem vertrat er sein Heimatland im selben Jahr mit der U20-Nationalmannschaft bei der Junioren-Weltmeisterschaft 1986 und gewann dort mit dem Team die Silbermedaille.
Die folgende Saison 1986/87 begann Stapleton beim Team Canada, mit dem er zu 21 internationalen A-Einsätzen kam, bevor er schließlich für die Blackhawks in der National Hockey League (NHL) debütierte. Trotz 39 NHL-Einsätzen bis zum Saisonende sowie 53 im Jahr darauf gelang es dem Mittelstürmer nicht, sich dauerhaft im Aufgebot der Blackhawks zu etablieren, sodass er zunehmend mehr Zeit bei deren Farmteams, den Saginaw Hawks und den Indianapolis Ice, in der International Hockey League (IHL) verbrachte. Darüber hinaus spielte er einen Teil der Saison 1989/90 beim Arvika HC in der zweitklassigen schwedischen Division 1, ehe er nach seiner Rückkehr nach Nordamerika mit den Indianapolis Ice die IHL-Playoffs um den Turner Cup gewann.
Nach insgesamt sechs Jahren in der Organisation der Blackhawks schloss sich Stapleton 1992 als Free Agent den Pittsburgh Penguins an, bei denen er eingangs regelmäßig zum Einsatz kam, allerdings Mitte der Saison 1993/94 über den Waiver in die Minor Leagues geschickt werden sollte und dabei von den Edmonton Oilers verpflichtet wurde. Nach eineinhalb Jahren in Edmonton wechselte der Kanadier im Sommer 1995 als Free Agent zu den Winnipeg Jets, für deren Franchise er auch nach dem Umzug nach Phoenix Coyotes für insgesamt vier Jahre aktiv war. 1999 wurde Stapleton im NHL Expansion Draft von den Atlanta Thrashers ausgewählt, für die er in der Folge nur eine Spielzeit auflief und im Anschluss zu den New York Islanders wechselte. Die Islanders gaben den Angreifer allerdings im Dezember 2000 an die Vancouver Canucks ab, die im Gegenzug ein Wahlrecht für die neunte Runde des NHL Entry Draft 2001 nach New York schickten.
Nach der Saison 2000/01 verließ Stapleton Nordamerika erneut und verbrachte weitere drei Jahre in Skandinavien, wobei er für die Espoo Blues, Leksands IF und Tappara Tampere aktiv war. Nach der Spielzeit 2003/04 beendete er seine aktive Karriere.
Stapleton begann seine Trainerkarriere bei den Traverse City North Stars aus der North American Hockey League, bei denen er in der Saison 2005/06 als Assistenztrainer tätig war. Ebenfalls als Assistent verbrachte er anschließend jeweils zwei Jahre bei den Erie Otters (2006–2008) sowie den Sault Ste. Marie Greyhounds (2008–2010) aus der OHL. Zur Saison 2010/11 gelang Stapleton der Sprung in den Profibereich, als die Syracuse Crunch aus der American Hockey League (AHL) ihn als Assistenztrainer einstellten. Nach einem Jahr in der AHL kehrte er im Sommer 2011 zu den Sault Ste. Marie Greyhounds zurück, die er bis zu seiner Entlassung im Dezember 2012 als Cheftrainer betreute. Ab der Saison 2014/15 bis zum Sommer 2022 war Stapleton als Scout für die Anaheim Ducks aus der NHL tätig. Anschließend wurde er zum Director of Player Personell befördert, ebenso wie im Mai 2024 zum Assistenten des General Managers der Ducks, Pat Verbeek.

## Erfolge und Auszeichnungen
- 1986 Silbermedaille bei der Junioren-Weltmeisterschaft
- 1990 Turner-Cup-Gewinn mit den Indianapolis Ice

## Karrierestatistik

### International
Vertrat Kanada bei:
- Junioren-Weltmeisterschaft 1986

(Legende zur Spielerstatistik: Sp oder GP = absolvierte Spiele; T oder G = erzielte Tore; V oder A = erzielte Assists; Pkt oder Pts = erzielte Scorerpunkte; SM oder PIM = erhaltene Strafminuten; +/− = Plus/Minus-Bilanz; PP = erzielte Überzahltore; SH = erzielte Unterzahltore; GW = erzielte Siegtore; 1 Play-downs/Relegation; Kursiv: Statistik nicht vollständig)

## Familie
Sein Vater Pat Stapleton war ebenfalls professioneller Eishockeyspieler, der in der NHL für die Chicago Black Hawks aktiv war und für die kanadische Nationalmannschaft bei der Summit Series auflief. Auch Mikes Bruder Tom Stapleton spielte im Profi-Bereich (AHL), verbrachte jedoch den Großteil seiner Karriere in Schweden; ebenfalls beim Arvika HC.